# Halimah Nakaayi
Halimah Nakaayi (Mukono, 14 ottobre 1994) è una mezzofondista ugandese.

## Biografia
Dopo aver conquistato la medaglia di bronzo sugli 800 metri piani ai Giochi panafricani del 2019, e dopo essersi laureata campionessa nazionale sulla medesima distanza, lo stesso anno partecipa ai mondiali di Doha, conquistando la medaglia d'oro e il record nazionale.

## Record nazionali
- 800 metri piani: 1'58"03 ( Monaco, 9 luglio 2021)
- 800 metri piani indoor: 1'58"58 ( Liévin, 17 febbraio 2022)
- 1000 metri piani: 2'32"12 ( Monaco, 14 agosto 2020)

## Progressione

### 400 metri piani
| Stagione | Tempo | Luogo   | Data      | Rank. Mond. |
| -------- | ----- | ------- | --------- | ----------- |
| 2019     | 54"48 | Kampala | 26-7-2019 | 702ª        |
| 2017     | 53"02 | Kampala | 19-7-2017 | 323ª        |
| 2015     | 57"13 | Gwangju | 9-7-2015  | 2721ª       |
| 2014     | 54"33 | Kampala | 11-7-2014 | 554ª        |
| 2013     | 55"06 | Réduit  | 30-8-2013 | 805ª        |
| 2012     | 55"22 | Kampala | 2-6-2012  | 925ª        |
| 2011     | 56"13 | Douglas | 10-9-2011 | 1393ª       |

### 800 metri piani
| Stagione | Tempo   | Luogo          | Data      | Rank. Mond. |
| -------- | ------- | -------------- | --------- | ----------- |
| 2019     | 1'58"04 | Doha           | 30-9-2019 | 5ª          |
| 2018     | 1'58"39 | Nancy          | 27-6-2018 | 12ª         |
| 2017     | 2'00"80 | Barcellona     | 29-6-2017 | 57ª         |
| 2016     | 1'59"78 | Rio de Janeiro | 17-8-2016 | 28ª         |
| 2015     | 2'08"85 | Kampala        | 25-4-2015 | 766ª        |
| 2014     | 2'08"42 | Kampala        | 1-6-2014  | 664ª        |
| 2012     | 2'04"84 | Kampala        | 12-5-2012 | 292ª        |
| 2011     | 2'08"12 | Kampala        | 23-7-2011 | 580ª        |

## Palmarès
| Anno | Manifestazione                    | Sede           | Evento       | Risultato  | Prestazione | Note                                     |
| ---- | --------------------------------- | -------------- | ------------ | ---------- | ----------- | ---------------------------------------- |
| 2010 | Olimpiadi giovanili               | Singapore      | 400 m piani  | Finale     | dq          |                                          |
| 2011 | Mondiali U18                      | Lilla          | 800 m piani  | Batteria   | 2'13"59     |                                          |
| 2011 | Giochi del Commonwealth giovanili | Douglas        | 400 m piani  | Oro        | 56"13       | Miglior prestazione personale            |
| 2011 | Giochi del Commonwealth giovanili | Douglas        | 800 m piani  | Batteria   | 2'14"69     |                                          |
| 2012 | Mondiali U20                      | Barcellona     | 800 m piani  | Semifinale | dq          |                                          |
| 2013 | Africani U20                      | Réduit         | 400 m piani  | 4ª         | 55"06       | Miglior prestazione personale            |
| 2013 | Africani U20                      | Réduit         | 800 m piani  | 4ª         | 2'06"6      | m                                        |
| 2014 | Giochi del Commonwealth           | Glasgow        | 400 m piani  | Batteria   | 57"51       |                                          |
| 2015 | Universiadi                       | Gwangju        | 400 m piani  | Semifinale | 57"13       | Miglior prestazione personale stagionale |
| 2015 | Universiadi                       | Gwangju        | 4×400 m      | 5ª         | 3'45"40     |                                          |
| 2016 | Campionati africani               | Durban         | 800 m piani  | Batteria   | 2'04"97     |                                          |
| 2016 | Giochi olimpici                   | Rio de Janeiro | 800 m piani  | Semifinale | 2'00"63     |                                          |
| 2017 | Giochi della solidarietà islamica | Baku           | 400 m piani  | Batteria   | 55"77       |                                          |
| 2017 | Giochi della solidarietà islamica | Baku           | 800 m piani  | Argento    | 2'01"60     |                                          |
| 2017 | Mondiali                          | Londra         | 800 m piani  | Semifinale | 2'01"74     |                                          |
| 2018 | Giochi del Commonwealth           | Gold Coast     | 800 m piani  | Batteria   | 2'01"69     |                                          |
| 2018 | Giochi del Commonwealth           | Gold Coast     | 4×400 m      | 8ª         | 3'35"03     |                                          |
| 2018 | Campionati africani               | Asaba          | 800 m piani  | 4ª         | 1'58"90     |                                          |
| 2019 | Giochi panafricani                | Rabat          | 800 m piani  | Bronzo     | 2'03"55     |                                          |
| 2019 | Mondiali                          | Doha           | 800 m piani  | Oro        | 1'58"04     | Record nazionale                         |
| 2021 | Giochi olimpici                   | Tokyo          | 800 m piani  | Semifinale | 2'04"44     |                                          |
| 2022 | Mondiali indoor                   | Belgrado       | 800 m piani  | Bronzo     | 2'00"66     |                                          |
| 2022 | Mondiali                          | Eugene         | 800 m piani  | Semifinale | 2'01"05     |                                          |
| 2022 | Giochi del Commonwealth           | Birmingham     | 800 m piani  | 8ª         | 2'01"17     |                                          |
| 2023 | Mondiali                          | Budapest       | 800 m piani  | 8ª         | 1'59"18     |                                          |
| 2024 | Mondiali indoor                   | Glasgow        | 800 m piani  | 6ª         | 2'05"53     |                                          |
| 2024 | Giochi panafricani                | Accra          | 800 m piani  | Argento    | 1'58"59     |                                          |
| 2024 | Giochi panafricani                | Accra          | 1500 m piani | 5ª         | 4'09"40     |                                          |
| 2024 | Giochi olimpici                   | Parigi         | 800 m piani  | Batteria   | 2'00"51     |                                          |
| 2025 | Mondiali indoor                   | Nanchino       | 800 m piani  | Batteria   | 2'04"57     | Miglior prestazione personale stagionale |

## Campionati nazionali
- 1 volta campionessa ugandese assoluta degli 800 metri piani (2019)
- 2 volte campionessa ugandese assoluta della staffetta 4×400 metri (2014, 2019)

2011
- Bronzo ai campionati ugandesi assoluti (Kampala), 800 m piani - 2'08"12

2014
- Argento ai campionati ugandesi assoluti (Kampala), 400 m piani - 54"33
- Oro ai campionati ugandesi assoluti (Kampala), 4×400 m - 3'43"28

2017
- Argento ai campionati ugandesi assoluti (Kampala), 400 m piani - 53"02
- Argento ai campionati ugandesi assoluti (Kampala), 800 m piani - 2'02"49
- Bronzo ai campionati ugandesi assoluti (Kampala), 4×400 m - 3'45"38

2019
- 5ª ai campionati ugandesi assoluti (Kampala), 400 m piani - 54"48
- Oro ai campionati ugandesi assoluti (Kampala), 800 m piani - 2'05"40
- Oro ai campionati ugandesi assoluti (Kampala), 4×400 m - 3'44"44

## Altre competizioni internazionali
2019
- Oro ai Bislett Games ( Oslo), 800 m piani - 2'01"93

2020
- 5ª all'Herculis ( Monaco), 1000 m piani - 2'32"12

2021
- 7ª all'Herculis ( Monaco), 800 m piani - 1'58"03
- Argento ai Bislett Games ( Oslo), 800 m piani - 1'58"70

2022
- 4ª al Bauhaus-Galan ( Stoccolma), 800 m piani - 1'58"85
- 4ª all'Athletissima ( Losanna), 800 m piani - 1'59"73
- 6ª al Prefontaine Classic ( Eugene), 800 m piani - 1'59"94
- 6ª all'Herculis ( Monaco), 800 m piani - 2'00"02
- 10ª al Golden Gala ( Roma), 800 m piani - 2'01"15

2023
- 6ª al Meeting de Paris ( Parigi), 800 m piani - 1'58"81
- Argento al Kamila Skolimowska Memorial ( Chorzów), 800 m piani - 1'57"78
- Bronzo ai London Anniversary Games ( Londra), 800 m piani - 1'57"62

2025
- Bronzo alla Shanghai Diamond League ( Shaoxing), 800 m piani - 1'58"39
- Bronzo al Prefontaine Classic ( Eugene), 800 m piani - 1'57"89
- Bronzo al London Athletics Meet ( Londra), 800 m piani - 1'57"62